# Chính trị Monaco
Nền chính trị Monaco là chế độ hoạt động theo khuôn khổ quân chủ nhị nguyên, với nguyên thủ quốc gia nắm quyền hiện tại là Hoàng tử Monaco, và việc phân bổ quyền lực nhiều cấp cho các cơ quan tư vấn và lập pháp.

## Cấu trúc
Trước đây, ở Monaco, Hoàng tử có quyền quyết định tất cả mọi việc. Nhưng từ năm 1911, mọi thứ đã thay đổi. Người dân Monaco đã có một bộ luật là Hiến pháp Monaco, giúp giới hạn quyền lực của Hoàng tử và cho phép người dân tham gia vào việc quản lí đất nước. Hiến pháp này đã được sửa đổi vào năm 1962 để chia rõ ràng quyền lực ra làm ba phần: lập pháp (làm luật), tư pháp (xử án) và hành pháp (thực hiện luật). Mặc dù Hoàng tử vẫn là người đứng đầu quốc gia, nhưng quyền lực của Hoàng tử đã bị hạn chế hơn, tạo điều kiện cho một chế độ chính trị công bằng và dân chủ hơn.

## Chính phủ Monaco

### Nhánh hành pháp

Logo của chính phủ hoàng gia Monaco

| Những viên chức chủ chốt | Những viên chức chủ chốt | Những viên chức chủ chốt | Những viên chức chủ chốt |
| Chức vụ                  | Tên                      | Đảng                     | Từ                       |
| ------------------------ | ------------------------ | ------------------------ | ------------------------ |
| Hoàng tử                 | Albert II                |                          | 6 tháng 4 2005           |
| Thủ tướng                | Pierre Dartout           | 1 tháng 9 2020           |                          |

Hội đồng Chính phủ nằm dưới quyền của Hoàng tử. Tước vị và chức vụ của Hoàng tử là cha truyền con nối, Thủ tướng được Hoàng tử bổ nhiệm từ danh sách ba ứng cử viên từ Pháp hoặc Đảng Liên minh Quốc gia Monegasque trình bày, nhưng hiện nay đã được Hoàng tử lựa chọn. Cho đến khi sửa đổi Hiến pháp Monaco năm 2002, chỉ có công dân Pháp mới đủ điều kiện đảm nhận chức vụ này. Hoàng tử được cố vấn bởi Hội đồng Vương quyền.

### Nhánh lập pháp
| Những viên chức chủ chốt | Những viên chức chủ chốt | Những viên chức chủ chốt           | Những viên chức chủ chốt |
| Chức vụ                  | Tên                      | Đảng                               | Từ                       |
| ------------------------ | ------------------------ | ---------------------------------- | ------------------------ |
| Chủ tịch                 | Brigitte Boccone-Pagès   | Đảng Liên minh Quốc gia Monegasque | 6 tháng 10 2022          |

Ở Monaco, cơ quan quyền lực cao nhất để làm luật là Hội đồng Quốc gia. Hội đồng này có 24 thành viên được người dân trực tiếp bầu chọn. Trong cuộc bầu cử gần đây nhất, Đảng Liên minh Quốc gia Monegasque đã thắng rất nhiều ghế, gần như chiếm hết tất cả các ghế trong Hội đồng. Điều này khiến nhiều người lo ngại rằng các ý kiến khác nhau sẽ không được lắng nghe đầy đủ.
Monaco đang phải đối mặt với nhiều vấn đề giống như các nước khác trên thế giới, như biến đổi khí hậu và cạnh tranh kinh tế. Hội đồng Quốc gia sẽ có vai trò quan trọng trong việc tìm ra cách giải quyết những vấn đề này và đưa đất nước phát triển bền vững.

### Nhánh tư pháp
Tòa án Tối cao của Monaco có hai phần chính: một phần xử các vụ kiện khiếu nại dân sự và hình sự, phần còn lại đảm bảo mọi quyết định của tòa đều đúng theo luật pháp của đất nước. Điều đặc biệt là các thẩm phán của Monaco thường được mời từ Pháp sang làm việc. Điều này giúp cho hệ thống pháp luật của Monaco rất chuyên nghiệp nhưng cũng khiến nhiều người lo ngại về sự độc lập của tòa án.
Monaco đang ngày càng mở cửa với thế giới, vì vậy hệ thống pháp luật của họ cũng cần phải thay đổi để phù hợp với tình hình mới, đặc biệt là các vụ án liên quan đến công nghệ và tội phạm quốc tế.

## Sự tham gia của tổ chức quốc tế
ACCT, ECE, Cơ quan Năng lượng Nguyên tử Quốc tế, Tổ chức Hàng không Dân dụng Quốc tế, ICRM, IFRCS, IHO, IMO, Inmarsat, Intelsat, Interpol, Ủy ban Olympic Quốc tế, ITU, OPCW, OSCE, Liên Hợp Quốc, UNCTAD, UNESCO, Liên minh Bưu chính Thế giới, Thế giới Tổ chức Y tế, Tổ chức Sở hữu Trí tuệ Thế giới, Tổ chức Khí tượng Thế giới, Hội đồng châu Âu .